# Svršata Vela
Svršata Vela je nenaseljeni otočić u hrvatskom dijelu Jadranskog mora visok 32 metra. Nalazi se u Žutskom kanalu, u sklopu Nacionalnog parka Kornati. Na otoku su otkriveni ostaci antičkog ribnjaka. Zidovi su građeni usporedno u razmaku od 30 metara, a danas su 3 metra ispod morske razine.
Njegova površina iznosi 0,269 km². Dužina obalne crte iznosi 3,1 km.

## Vanjske poveznice
- [neaktivna poveznica]